# Peter Watts (escritor)
Peter Watts (25 de enero de 1958) es un autor canadiense de ciencia ficción, de la corriente ciencia ficción dura. Se doctoró en la Universidad de Columbia Británica en 1991 en el departamento de Zoología y Ecología. Ha tenido diferentes puestos académicos y participado en bastantes proyectos de investigación, y trabajó como biólogo de mamíferos marinos. Empezó a publicar mientras terminaba sus estudios.

## Trayectoria
Su primaria novela Starfish (1999) retoma al personaje Lenie Clarke de su relato corto, "Un nicho" (1990); Clarke trabaja en una central eléctrica submarina que ha sido alterado físicamente para la vida bajo el agua, y es el personaje principal en las secuelas: Maelstrom (2001), βehemoth: β-Max (2004) y βehemoth: Seppuku (2005). Los dos últimos volúmenes constituyen una sola novela, pero se publicaron por separado por razones comerciales. Starfish, Maelstrom, and βehemoth make up a trilogy usually referred to as "Rifters" after the modified humans designed to work in deep-ocean environments.
Su novela Visión ciega (Blindsight), publicada en octubre de 2006, fue nominada a los premios Hugo a la mejor novela. El crítico Charles Stross la describe como: "Imagina a un Greg Egan obsesionado en la neurobiología escribiendo un primer contacto con extraterrestres desde el punto de vista de un zombi posthumano miembro de la tripulación a bordo de una nave espacial capitaneada por un vampiro, y no morirse como el premio final" Echopraxia (2014) is a "sidequel" about events happening on Earth and elsewhere concurrent with the events in Blindsight.
Watts ha puesto algunas de sus novelas y relatos disponibles en su sitio web con licencia Creative Commons. Opina que al hacerlo realmente salvó su carrera, rescatando Visión ciega del olvido en el que habría caído de otro modo. The week after [he] started giving Blindsight away, sales tripled."
Además de escribir novelas y relatos, Wattss también ha trabajado en otros medios. De forma tangencial ha estado implicado en las primeras fases de la película de ciencia ficción animada y proyecto televisivo en:Strange Frame. 
También trabajó durante un preiodo corto con Relic Entertainment en uno de los primeros borradores de lo que, años después, llegaría a ser Homeworld 2. No obstante, el borrador de Watts tiene poco que ver con lo que luego fue el juego comercializado. Más recientemente, fue incorporado  por Crytek como escritor y consultor de arte para Crysis 2. Algunos elementos tecnológicos de Visión ciega han sido identificados en el  "Nanosuit Brochure" de Crysis 2 ; el director creativo de BioShock 2 ha citado la obra de Watts  work como una influencia en el juego.

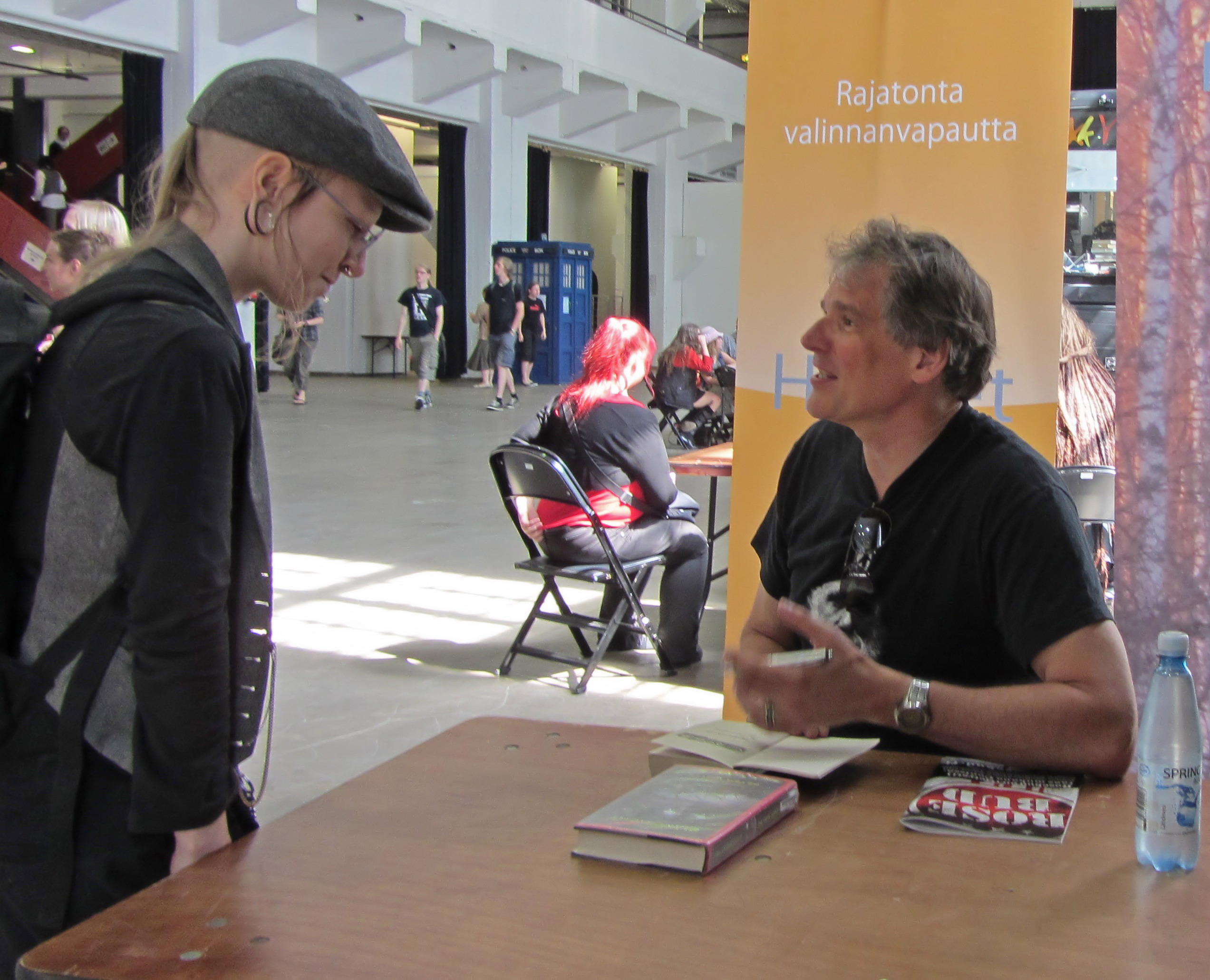
Peter Watts en la Finncon de 2013 en Helsinki, Finlandia

## Vida personal
En diciembre de 2009, Watts fue detenido en la frontera entre Canadá y los Estados Unidos por la policía fronteriza (CBP) para realizar una inspección aleatoria del vehículo de alquiler en el que iba. Se acusó a Watss de enfrentarse al oficial de la CBP y tuvo que ir a juicio, por comportamiento agresivo. En su versión, Watts dijo que fue asaltado, golpeado en la cara, rociado con spray de pimienta y encerrado en una celda a pasar la noche. En el juicio el oficial admitió haber golpeado a Watts, pero este fue declarado culpable de obstrucción a la guardia fronteriza y sentenciado a 2 años de prisión. Watts blogueó sobre este veredicto diciendo que, tal y como estaba escrita la ley, su pregunta "¿Qué problema hay?" bastó para condenarlo por no cumplir la ley. En abril de 2010 se le concedió una suspensión de la condena y una condonación. Sin embargo, debido a las leyes de inmigración, la condena le impide volver a entrar en los Estados Unidos.
En febrero de 2011, Watts contrajo una rara enfermedad, fascitis necrosante, en su pierna, sobre la que ha hablado en su blog.
Está casado con la también autora canadiense Caitlin Sweet desde agosto de 2011.

## Premios y recepción crítica

### Un nicho (A niche)
- Ganador en 1992 del Prix Aurora Awards (junto a Breaking Ball de Michael Skeet)[20]

### Starfish
- Nominada en el 2000 al Premio Campbell[21]

### Visión ciega (Blindsight)
- Nominada en 2007 al Premio Hugo a la mejor novela[22]
- Nominada en 2007 al Premio John W. Campbell Memorial[23]
- Nominada al 2007 Locus Award for Best SF Novel[23]
- Ganadora del 2008 SFinks Prize (by Polish SF-oriented quarterly magazine SFinks) for Best Non-Polish Language Novel
- Incluida en la lista de 2010 Geffen Award
- Ganadora del 2014 Tähtivaeltaja Award[24]
- Ganadora del 2014 Seiun Award for Best Translated Novel[25]

### La isla (The Island)
- Ganador en 2010 del Hugo Award for Best Novelette[26]
- Nominada al 2010 Theodore Sturgeon Memorial Award[27]
- Nominee 2010 Locus Award for Best Novelette[28]

### The Things (Las cosas)
- Finalista del 2010 Parsec Award for Best Speculative Fiction Story (Short Form)
- Nominada al 2010 BSFA Award for Best Short Story
- Ganador del 2010 Shirley Jackson Award for Best Short Story
- Nominada al 2011 Hugo Award for Best Short Story
- Tercer puesto en el 2011 Theodore Sturgeon Memorial Award
- Finalista del 2011 Locus Award for Best Short Story